# Česká spořitelna

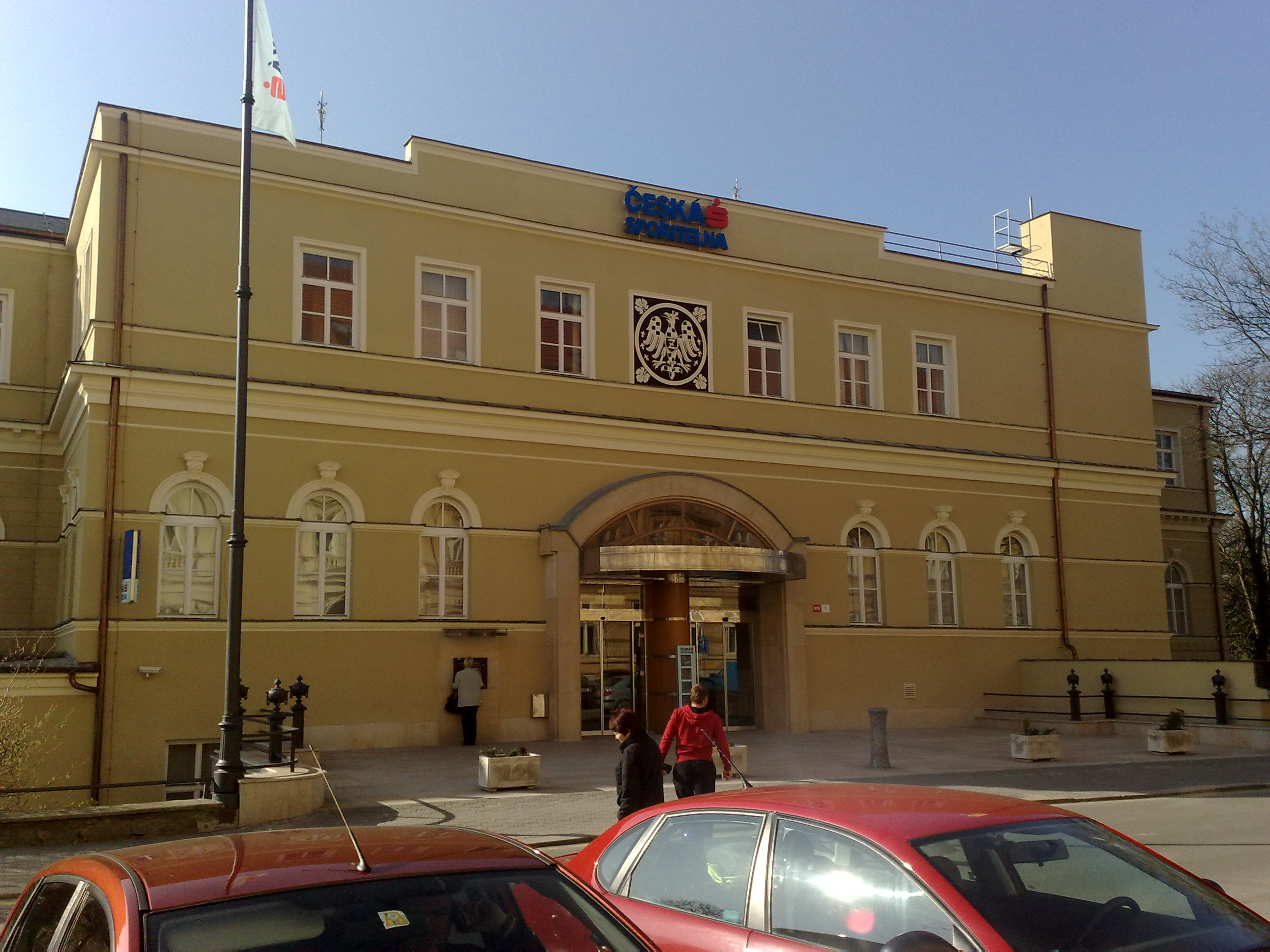
Bývalá budova České spořitelny ve Znojmě (2012)

Česká spořitelna je největší bankou v Česku podle počtu klientů, kterých je zhruba 4,493 milionu za celou skupinu (ta zahrnuje například i stavební spořitelnu nebo penzijní společnost). Je součástí skupiny Erste Group operující ve střední a východní Evropě se sídlem ve Vídni.

## Historie

### Počátek spořitelen na území rakouské monarchie (1825–1844)
Zřizování prvních spořitelen v Evropě spadá do druhé poloviny 18. století, kdy většinou v německy mluvících zemích (Německo, Švýcarsko) vzniklo několik takovýchto institucí. Na začátku 19. století se pak myšlenka spořitelnictví začala šířit i Británií, kde lze koncem r. 1818 napočítat již několik set spořitelen. Účelem spořitelen měla být podpora chudých vrstev v jejich hospodaření s penězi.
Také v habsburské monarchii se počátkem 19. století začali o spořitelní myšlenku zajímat a výsledkem snah bylo dne 4. 10. 1819 založení Die Erste oesterreichische Spar-Casse (První rakouská spořitelna), což je současný vlastník České spořitelny – Erste Bank). Tato záložna se stala prvním peněžním ústavem svého druhu v rakouském císařství. Její počátky byly velmi skromné, začínala s jměním 8717 zlatých a teprve ke konci prosince roku 1822 vykázala navýšení na 338.388 zlatých. Následně začaly spořitelny vznikat i v dalších městech monarchie: v Lublani roku 1820, v Innsbrucku a Bregenzi r. 1822, v Hollabrunnu r. 1824.

### První spořitelna na českém území
V Praze stál v čele iniciativy myšlenky spořivosti jako výrazu píle pražský policejní ředitel a guberniální rada Josef šlechtic von Hoch, který podal první návrh na založení pražské spořitelny. Vzniku spořitelny předcházela výzva, uveřejněná v novinách už roku 1823, k upisování základního fondu spořitelny, jenž se má budoucím střadatelům stát zárukou, že nepřijdou o svoje peníze. Celkové minimum fondu bylo stanoveno na 12.000 zlatých konvenční měny. Jako první na výzvu zareagoval Rudolf kníže Colloredo-Mansfeld, který vložil do fondu budoucí spořitelny 300 zlatých. S touž částkou jej následovalo 23 českých šlechticů a další podporovatelé z řad průmyslníků a podnikatelů. Do první skupiny dárců s příspěvkem 300 zlatých patřili šlechtici František Josef hrabě z Vrtby, August z Lobkowicz, Jan Adolf II. ze Schwarzenbergu, Filip Kinský, František z Dietrichsteinu, Josef Vratislav z Mitrovic, Karel kníže Rohan-Guemené, Jan Kolowrat-Krakowský, Rudolf Kinský a pražský arcibiskup Václav Leopold Chlumčanský, František Deym a Jiří František August Buquoy. Druhou skupinu zakladatelů tvořili Kristián z Clam-Gallasu, Arnošt z Valdštejna-Wartenbergu, Josef Matyáš z Thunu, z velkoobchodníků a bankéřů to byli např. Leopold von Lämmel, Moritz Zdekauer, Josef Schicht, Karel II. Egon z Fürstenbergu, nemalou částkou přispěli Habsburkové: rakouský arcivévoda Karel, arcivévoda Leopold II. Toskánský, a největším vkladem 2000 zlatých přispěl císař František I..takže ke konci roku 1824 již základní jmění převyšovalo 11.000 zlatých. Spořitelna v Praze zahájila svou činnost symbolicky 12. února 1825 – v den císařových narozenin. 13. března 1825 se konalo první generální shromáždění vkladatelů, na němž byli do čela spořitelny zvolení čtyři ředitelé: hejtman Josef von Hoch a bankéři Leopold von Lämmel, Moritz Zdekauer a Karel August Fiedler.
Stejně jako u většiny ostatních tehdejších spořitelen bylo cílem první české spořitelny pomoci chudším vrstvám obyvatel. Lidé (uklidněni jistotou základního fondu) si měli ukládat určité částky, jež se jim měly zvyšovat o drobné úroky, a tvořit si tak rezervu pro případ nemoci, stáří či nezaměstnanosti. Měla se v nich tak podporovat spořivost a pracovitost.
Původní název této pražské spořitelny v češtině zněl Schraňovací pokladnice (pokladní kasa) pro hlavní město Prahu a pro Čechy. Postupně se však vžil kratší název Spořitelna Česká (Böhmische Sparkasse), přičemž adjektivum „česká“ označovalo místo působení spořitelny, nikoli její národnostní zaměření.
Nová spořitelna zpočátku úřadovala jen několik dní v týdnu (v pondělí, ve středu a v sobotu) v 9:00–12:00 a v 15:00–18:00 hodin, a to ve dvou místnostech, které jí poskytly zemské stavy v budově Zemského sněmu. Do vlastního se spořitelna přestěhovala až roku 1845. V Kaiserštejnském paláci na Malostranském náměstí čp. 37-III již měla otevřeno po celý týden.
Co se týče vkladů, bylo možno si ukládat od 25 krejcarů do 100 zlatých (při jednorázovém vložení). Lidé získávali vkladní knížky na jméno (fungovaly však vlastně na doručitele). Úroky byly 4 %, později již jen 3 %. Spořitelna prováděla pouze některé aktivní operace (hypoteční zápůjčky, operace s rakouskými státními papíry a částečně proplácení směnek před dobou splatnosti), aby byly vložené úspory chudších lidí v bezpečí.
Bilance banky v následujících desetiletích strmě vzrůstala. Zatímco vklady z roku 1825 činily částku 124 000 zlatých, roku 1830 to bylo 1 573 000 zlatých a deset let poté už 8 087 000 zlatých. Podobně rostla její aktiva.
Moravský zemský sněm zvažoval také založení spořitelny na Moravě, ale mezitím již Erste Bank (Erste oesterreichische Spar-Casse) zřídila r. 1826 svoji pobočku v Brně a brzy nato i ve Znojmě (1827) a v Jihlavě (1828). Poměrně malé filiálky na dosti velkém teritoriu se však ukázaly jako neúnosné, a tak byly začátkem 40. let 19. století zrušeny (brněnská fungovala až do r. 1848).

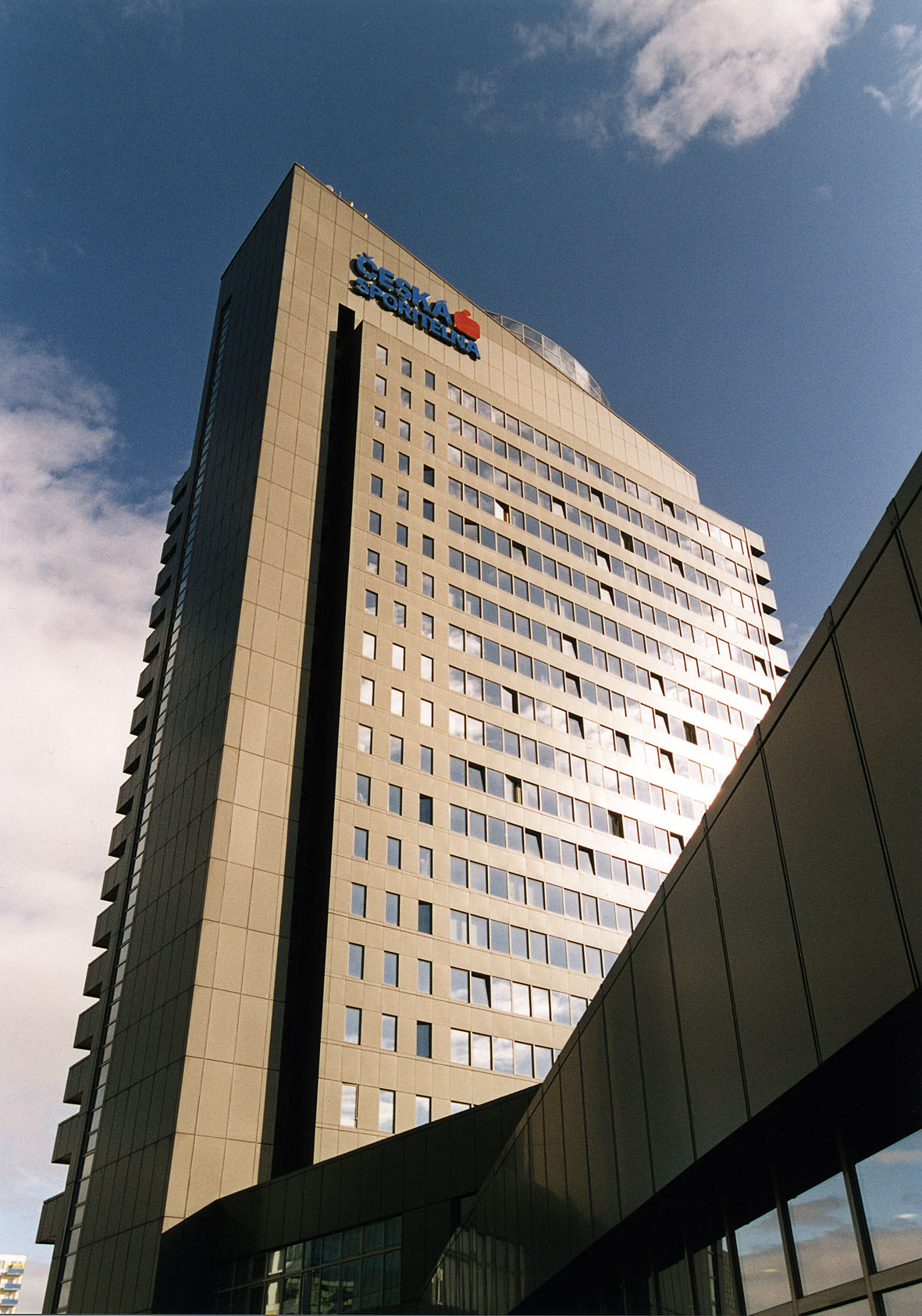
Centrála České spořitelny, Olbrachtova, Praha 4

#### Rakouský spořitelní regulativ
Ještě začátkem 40. let bylo zřízení spořitelen povolováno speciální koncesí. Stále naléhavěji však byla pociťována potřeba obecného zákona, který by činnost spořitelen upravoval. K tomu došlo 26. září 1844, kdy byl vyhlášen rakouský spořitelní regulativ. Jednalo se o zákonnou normu, která (s drobnými úpravami) platila až do zániku habsburské říše.
Rakouský spořitelní regulativ byl založen na myšlence, že spořitelny jsou sociální instituce, které vlastně přebírají část agendy veřejné správy, tj. péče o blaho lidu. Za nejvhodnější zakladatele spořitelen proto považoval filantropické spolky (§2); další zřizovatelé (města. obce apod.) přicházeli v úvahu jen jako náhradní řešení (§3). Aktivní obchody spořitelen byly značně redukovány tak, aby se tyto peněžní ústavy vyvarovaly rizika a chránily tudíž úspory obyvatel. I finanční přebytky měly být především použity k rozšiřování rezervního fondu a teprve v menší míře k podpoře všeobecně prospěšných projektů (stavba škol, nemocnic apod.). Tyto dobře míněné regule však podvazovaly další rozvoj spořitelen a zakonzervovaly řadu prvků, které se časem přežily. Pozitivním přínosem regulativu tak bylo především to, že postavil existenci spořitelen na pevný právní základ.

### Konsolidace a rozrůstání spořitelních ústavů (1845–1918)

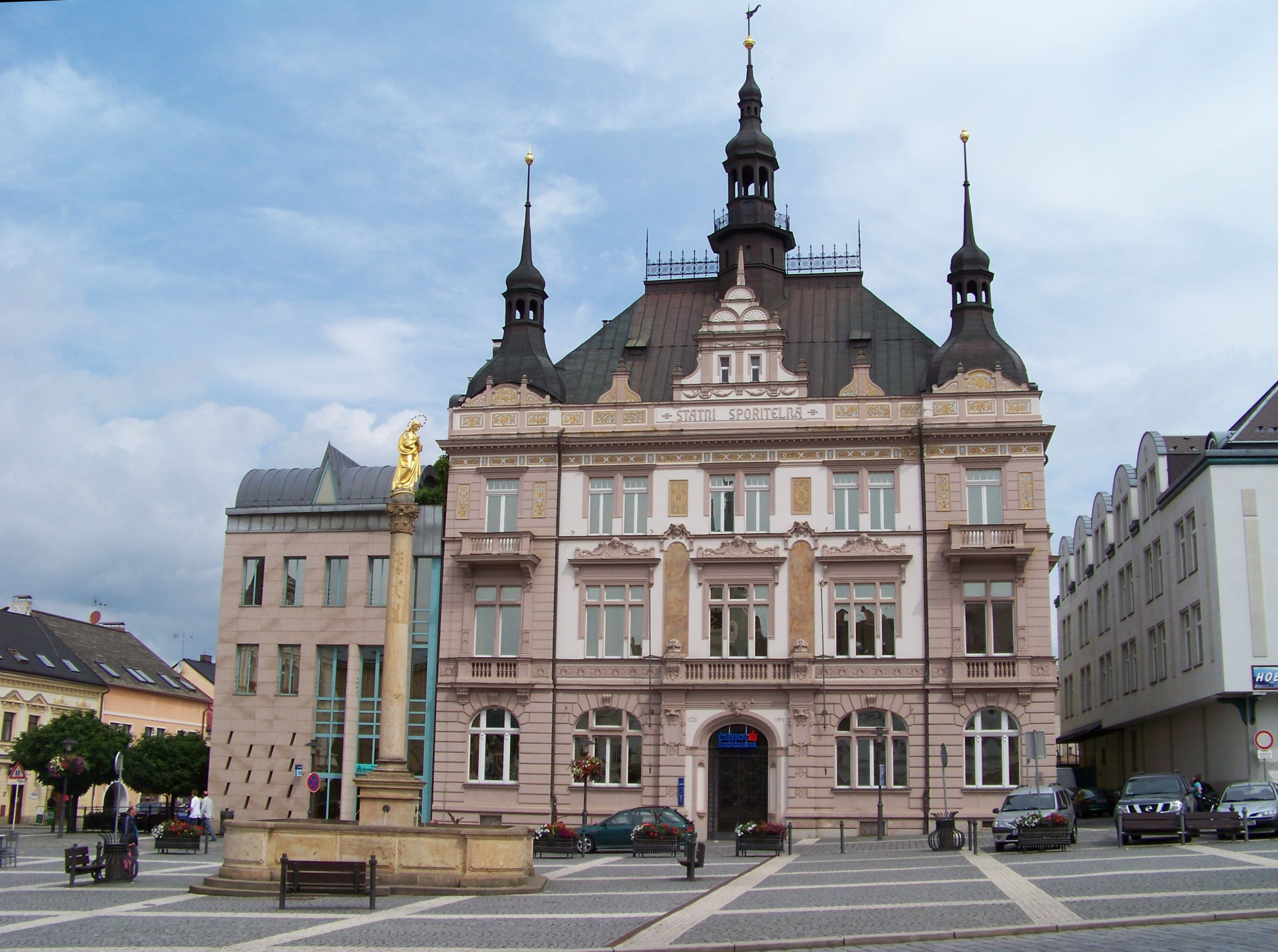
Pobočka v Turnově

#### Zakládání jazykově českých spořitelen v 50. a 60. letech
Přestože měl spořitelní regulativ z r. 1844 podpořit další zakládání spořitelen, nové ústavy vznikaly jen pomalu. První spořitelnou na českém území, která byla zřízena po jeho vydání, se stala spořitelna v Aši (1847), další pak přibyly v Brně (1852), v Liberci a Chebu (1854) a v Českých Budějovicích (1856). Postupně se pak přidávaly další – na přelomu 50. a 60. let 19. století to bylo asi 20 těchto peněžních ústavů.
Zmíněné spořitelny byly ovšem jazykově německé. Co se týče národnostně českých spořitelen, za první je považována spořitelna v Plzni, která byla otevřena r. 1857. V první polovině 60. let pak došlo k většímu nárůstu. České spořitelní ústavy vznikly v Mladé Boleslavi (1860), v Příbrami, Kutné Hoře a Jičíně (1861), v Chrudimi, Německém (dnes Havlíčkově) Brodě, Táboře, Domažlicích, Klatovech a Jindřichově Hradci (1862), v Rakovníku, Lounech, Mělníku, Novém Bydžově a Říčanech (1863) a v Hradci Králové, Litomyšli, Pelhřimově a Poličce (1864). České spořitelny se tak co do počtu téměř vyrovnaly jazykově německým, kapitálově však byly již od počátku výrazně slabší.

#### Změny ve zřizovatelích a klientele
V této době také začalo docházet ke změně v zakladatelích spořitelen. Zatímco zpočátku to byly v naprosté většině filantropické spolky, jak si také přál spořitelní regulativ, postupně se zakladateli stávaly především okresy, města či obce. Nad „filantropickými“ spořitelnami (které zakládaly společenské elity) tak začaly převažovat spořitelny komunální (zřizované střední třídou, měšťanskými vrstvami).
Také sociální zařazení klientů prošlo proměnou. Spořitelny byly původně určeny především pro chudé, sociálně nejslabší vrstvy. Nyní se však klienty začali stávat především měšťané ze střední třídy, což se pak projevilo i v národnostním složení a ekonomické síle nových spořitelen. Ze spořitelen se staly městské peněžní ústavy spojené s měšťanskou vrstvou a jako takové hospodářsky prosperovaly především v národnostně německém prostředí – ať už v německých pohraničních městech nebo v německy mluvících komunitách vnitrozemských velkých měst. České měšťanstvo, které nebylo ekonomicky tak silné jako to německé, se mezitím ve velké míře začalo obracet k jinému typu drobného peněžnictví – ke svépomocným (tzv. občanským) záložnám – družstevním záložnám, ekonomicky aktivnějším než spořitelny.
Po období konjunktury na přelomu 60. a 70. let došlo po finančním krachu na vídeňské burze („černý pátek“ v květnu 1873) k hluboké hospodářské krizi. Ta spořitelnám pomohla, protože lidé v nich, po neblahé zkušenosti se spekulačními aktivitami jiných peněžních ústavů, viděli záruku jistoty. Spořitelny tak dále početně narostly a zvýšily se i jejich vklady. V této době vznikla také Městská spořitelna pražská (1. května 1875).

#### Sílící postavení českých spořitelen od 2. pol. 80. let
Tento rozvoj spořitelen se však stále týkal především jazykově německých ústavů. Česky mluvící obyvatelé mnohdy považovali spořitelny za instituce svou povahou „německé“, zatímco jako „české“ se jim jevily záložny. Teprve postupně převážil názor, že oba druhy peněžních ústavů mohou existovat vedle sebe a doplňovat se. Ve 2. pol. 80. let pak opět začaly ve větší míře vznikat české spořitelny a postupně početně dohánět spořitelny německé (např. r. 1895 bylo v Čechách asi 160 spořitelen, z toho českých jen 60; před světovou válkou pak tu působilo asi 130 německých a 120 českých spořitelen). Německé spořitelny si udržovaly značnou kapitálovou převahu; postupně však začínaly sílit i některé české spořitelny a rostoucí národnostní uvědomění českého obyvatelstva vedlo mnohdy (zesíleně od přelomu století) i k přesunům vkladů (např. r. 1903 vybrali vkladatelé desítky milionů korun z Bömische Sparkasse a vložili je do nacionálně českých spořitelen, především Městské spořitelny Pražské).

#### Vznik ústředních institucí začátkem 20. století
Začátkem 20. století vznikly některé zastřešující orgány: v červnu 1901 vznikl Svaz českých spořitelen v Čechách, na Moravě a ve Slezsku, v březnu 1903 pak Verband deutscher Sparkassen in Böhmen (Svaz německých spořitelen v Čechách), posléze vznikaly podobné střešní orgány německých spořitelen i pro Moravu a Slezsko a poté byl zřízen i střešní orgán – Reichsverband deutscher Sparkassen in Österreich (Říšský svaz německých spořitelen v Rakousku). V této době byly též ustaveny peněžní ústavy, které měly hájit zájmy spořitelen: r. 1901 tak vznikla Centralbank der deutschen Sparkassen in Prag (Centrální banka německých spořitelen v Praze) a r. 1903 Ústřední banka českých spořitelen. Obě nově vzniklé ústřední instituce převzaly část finančních prostředků spravovaných spořitelnami, což znamenalo přetvoření starého systému na nový, který lépe odpovídal době. Peněžní prostředky mnoha místních spořitelen se tak mohly zapojit do nových forem úvěrového podnikání.

#### Stav spořitelen v období před 1. světovou válkou
Výrazný nárůst vkladů nastal také krátce před válkou, v době dalšího hospodářského rozmachu. Spořitelny se tak podílely na obrovském hospodářském vzestupu země. V této době se však již rozrůstala síť bankovních filiálek a dalších pobočných závodů, což znamenalo, že banky začaly v jednotlivých lokalitách nabízet výhody obchodního spojení s velkým centrálním úřadem, což pro místní spořitelny znamenalo nepřekonatelnou konkurenci. Také spořitelny však zakládaly filiálky mimo svá sídelní města. Nejvíce jich měla Böhmische Sparkasse, která před světovou válkou spravovala přes 70 filiálek.
Přes zmíněnou konkurenci spořitelny stále rostly. Před válkou tak byl poměr úhrnné sumy vkladů spořitelen vůči obchodním bankám pro české instituce 5:1 a pro německé dokonce 10:1. V této době byly české země co se týče rozvinutosti sítě spořitelních ústavů na předním místě v celém Předlitavsku. V Čechách byly také uloženy nejvyšší sumy z celého Předlitavska (což již v tomto případě neplatí pro Moravu a Slezsko).

#### Situace za 1. světové války
První světová válka měla ovšem vliv i na situaci spořitelen. Už r. 1909 propukla mezi vkladateli válečná panika (objevily se zprávy o možnosti vypuknutí války se Srbskem). Další poplach nastal r. 1912 v souvislosti s válkou na Balkáně. Vypuknutí první světové války pak nastartovalo podobnou psychózu, lidé se snažili vybrat své vklady, takže 31.7.1914 vyhlásila vláda moratorium na všechny větší platby, což trvalo až do léta 1915. I tak přišly spořitelny v prvním roce války o velkou část hotovosti. Postupně však se vzmáhaly venkovské spořitelny, které těžily z bohatnutí venkova v době nedostatku potravin a černého trhu. S růstem vkladů venkovských spořitelen se vylepšovala i bilance centrálních ústavů, které pak přebytky vkládaly do úpisů válečných půjček. Tyto půjčky však financovaly především německé spořitelny, což vedlo k posílení českých peněžních ústavů.

### Rozvoj spořitelen v ČSR (1919–1938)

#### Právní úpravy po vzniku ČSR
Samostatná československá republika, která vznikla v říjnu 1918, zdědila dvojí typ ústavů nazývaných spořitelny: v českých zemích to byly instituce vzniklé na základě regulativu z r. 1844, zatímco na Slovensku, které se řídilo uherskou legislativou, se slovem „sporiteľňa“ nazývaly běžné soukromé akciové společnosti s výdělečnými cíli. Tyto rozdíly bylo nutno sjednotit novou právní úpravou. K ní došlo r. 1920 novým spořitelním zákonem č. 302 (v platnost vešel 6. května), který zavedl stejné existenční a obchodní zásady pro všechny spořitelny. Třebaže se nabízela možnost zrušit různá omezení, která spořitelnám ztěžovala konkurenční boj s ostatními peněžními ústavy, nakonec převážilo hledisko, že právě tato omezení přinášejí spořitelnám pověst solidnosti a stability, a k těmto změnám tedy nedošlo. Co se týče organizační stránky, zákon nadále povoloval jen existenci spořitelen zaručených územními samosprávnými celky (okresy či obcemi), čímž zrušil možnost vzniku dalších spolkových spořitelen. Z historických důvodů však byly ponechány v činnosti dva spolkové ústavy: Spořitelna Česká – Böhmische Sparkasse v Praze a První moravská spořitelna v Brně.
27. července 1920 zřídilo vládní nařízení č. 77 obligatorní Svaz československých spořitelen jako organizační a kontrolní ústředí. Členství v něm bylo povinné pro všechny spořitelny v republice. Finančním centrem českých spořitelen zůstala Ústřední banka českých spořitelen, německé ústavy pak měly Centralbank der deutschen Sparkassen, a to s novým dodatkem v názvu „in der Čechoslovakischen Republik“.

#### Rozvoj spořitelen v době První republiky
V prvních měsících po vzniku státu panovala nejistota a stagnace. Německé spořitelny navíc byly zatíženy množstvím válečných půjček. Postupně se však situace stabilizovala a během pěti poválečných let se vklady spořitelen zdvojnásobily.
Velký rozvoj pak nastal v letech konjunktury 1924–1929. Co však bylo překvapivější, bilanční vklady spořitelen rostly i za hospodářské krize a stagnace ve 30. letech (zatímco obchodní banky se v této době ocitaly v těžké situaci). Opět se ukázalo, že v době ekonomické nejistoty se vkladatelé častěji obraceli k úřady garantovaným peněžním ústavům. Jak se vlivem krize proměnila situace lze pozorovat na srovnání bilančního úhrnu z r. 1919, kdy se obchodní banky podílely na celkové bilanční sumě všech peněžních ústavů 57 %, zatímco na spořitelny připadalo jen 20 %, a z r. 1937, kdy bankám připadalo 31 % a spořitelnám už 28 %.

### Stav za druhé světové války a v následujících letech (1938–1948)

#### Koncentrace peněžních ústavů, nové korporativní celky
Na podzim r. 1938 došlo k odtržení pohraničních území ČSR a na jaře 1939 pak k okupaci zbytku republiky. V oblasti úvěrových ústavů došlo k nucené koncentraci a ke zřízení nových korporativních celků. Toto korporativní zřízení bylo přizpůsobeno říšskému systému. Roku 1941 byla vládním nařízením č. 141 a následnou vyhláškou ministerstva financí č. 429 peněžnictví v protektorátu vnucena jednotná organizace. Vrcholným orgánem byl ustaven Ústřední svaz peněžnictví pro Čechy a Moravu, který byl rozdělen na tři hospodářské skupiny. Druhá skupina, nazvaná Peněžní ústavy s veřejnými úkoly, sdružovala spořitelny a okresní záložny hospodářské, třetí pak „Úvěrní družstva“ (tj. občanské a živnostenské záložny a záložny Raiffeisenova typu. Členství v Ústředním svazu peněžnictví bylo povinné. Díky tomu kontrolovaly protektorátní úřady činnost všech peněžních ústavů.

#### Další akce v rámci koncentrace peněžních ústavů
Také v dalších letech pokračovalo úsilí o koncentraci, které se projevilo omezováním sítě peněžních ústavů a germanizačními tendencemi. V rámci tohoto úsilí proběhlo také sloučení Městské spořitelny pražské s Městskou spořitelnou na královských Vinohradech (1941) a r. 1943 pak sloučení tohoto peněžního ústavu s Böhmische Sparkasse (Spořitelnou Českou). K nové instituci byly přivtěleny ještě okresní záložny hospodářské na Smíchově, v Karlíně, v Hostivaři a na Zbraslavi a celý nově vzniklý ústav byl nazván Spořitelna pražská.

#### Poválečný vývoj
Po skončení války r. 1945 začala obnova a vytváření sítě spořitelen, především v pohraničí, kde byly likvidovány dosavadní německé ústavy. 21. 7. 1945 byla také ustavena Československá spořitelní rada, která měla sdružovat české i slovenské spořitelny. Činnost tohoto poradního orgánu se však již nestihla plně rozvinout. S dalšími pokusy o reorganizaci peněžnictví přišla vláda Klementa Gottwalda (ministrem financí byl J. Dolanský) po r. 1946; protože však komunisté neměli vliv ani ve Svazu československých spořitelen, ani v Jednotě záložen, k reformě až do r. 1948 nedošlo.

### Situace spořitelen v období komunistického režimu (1948–1989)

#### Centralizace a zestátnění (1948–1952)
Po únoru 1948 již centralizaci a zestátnění nestálo nic v cestě. 20. července 1948 přijalo Národní shromáždění zákon č. 181, který nařizoval sloučení všech peněžních ústavů působících v jednom místě (bez ohledu na jejich charakter). Od srpna 1948 tak v Československu působily:
1. ve městech, která byla sídlem okresu tzv. okresní spořitelny a záložny (OSAZ);
2. v ostatních městech okresu tzv. spořitelny a záložny (SAZ);
3. na vesnicích záložny – kampeličky (ZK).

Roku 1949 se v zemi nacházelo 258 OSAZ, 447 SAZ, 3924 ZK a 255 poboček OSAZ. Zestátněním se změnila dosavadní funkce spořitelen (poskytování úvěrů): jejich hlavním úkolem se nyní stalo získávání a soustřeďování vkladů a jejich využití pro potřeby centrálně plánované ekonomiky. Jen asi 10–15 % mohly využít k poskytování půjček občanům.

#### Zákon č. 82/1952 Sb. – jednotná síť státních spořitelen
Situace, která v peněžnictví nastala po r. 1948, byla poněkud nepřehledná – nebyly vyjasněny řídící kompetence, systém byl jakýmsi hybridem mezi veřejnoprávními a družstevními institucemi. Roku 1952 byl proto přijat zákon č. 84/1952 Sb., který zřizoval k 1.1.1953 síť státních spořitelen, v něž byly proměněny okresní spořitelny a záložny (OSAZ), zatímco spořitelny a záložny (SAZ) a záložny-kampeličky (ZK) v obvodu okresu se staly jejich pobočkami a jednatelstvími. Tímto se definitivně ze všech těchto ústavů staly ústavy státní. Vrcholným orgánem byla tzv. hlavní správa všech spořitelen, která vznikla na ministerstvu financí v Praze. Jí byla pak podřízena zvláštní oblastní správa v Bratislavě s působností pouze pro Slovensko a také krajské správy státních spořitelen v jednotlivých krajích.

#### Zřízení České státní spořitelny a Slovenské státní spořitelny
K dalším úpravám systému došlo r. 1967. Rozrůstající se agenda i snaha podřídit činnost spořitelen jednotnému ústředí vedla r. 1967 k přijetí zákona č. 72. Ten sloučil všechny relativně samostatné státní spořitelny v jediný peněžní ústav s hospodářskou a právní subjektivitou – Státní spořitelnu. Byly zrušeny hlavní, krajské i oblastní správy a místo nich vznikly krajské pobočky. Další změnu přinesl rok 1968 – došlo k federativnímu uspořádání státu a v rámci tohoto procesu byla i Státní spořitelna zákonem č. 163/1968 Sb. ze dne 19.12. 1968 s účinností ode dne 1.1. 1969 rozdělena na Českou státní spořitelnu (ČSTSP) a Slovenskou státní spořitelnu.

#### Aktivity spořitelny v době komunistického režimu

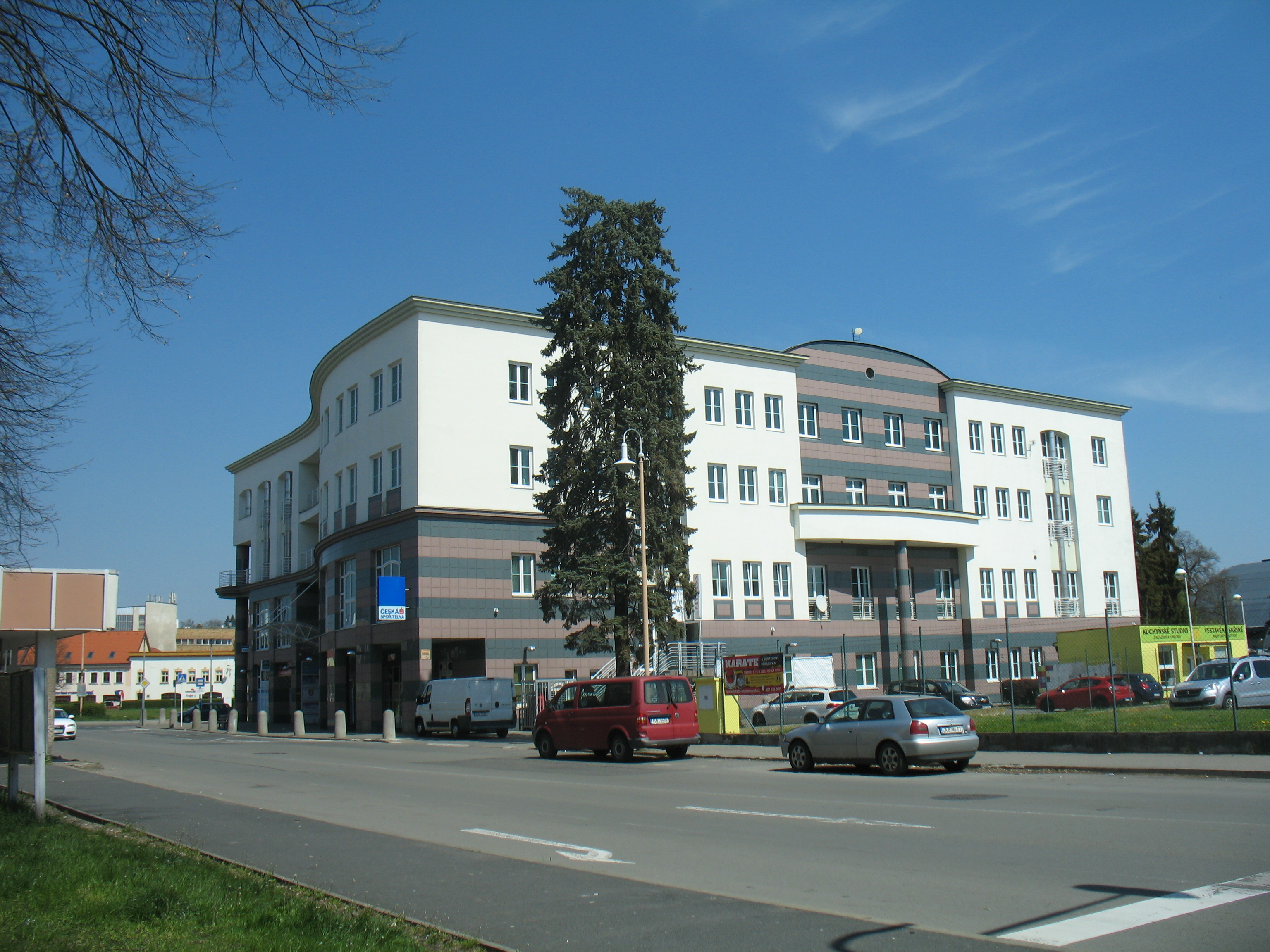
Budova českolipské pobočky, dokončená v roce 1995

V období komunismu byly obchodní či vkladové aktivity spořitelen omezeny, přesto se však vyvíjely. Po měnové reformě r. 1953, kdy nastal odliv vkladů, měly spořitelny především agitovat ve prospěch ukládání financí a zvýšení důvěry v měnu. Nejčastější formou spoření bylo ukládání na vkladní knížky (VK) bez výpovědní lhůty (úročené 2 %). Tato původně nejrozšířenější forma úspor byla postupně vytlačována ve prospěch VK s půlroční výpovědní lhůtou (úročené 3%) a především VK s roční výpovědní lhůtou úročené 4 %, na nichž bylo r. 1989 přes polovinu všech vkladů. Mezi další možnosti patřily výherní VK či cestovní VK. V r. 1969 bylo zavedeno prémiové spoření mladých a od r. 1972 pak sporožirové účty, které umožňovaly bezhotovostní převod vkladů. Existovala také možnost půjček, rozšířené byla zejména tzv. doplňkové půjčky na nákup vybraných druhů zboží dlouhodobé spotřeby, úvěrová pomoc při individuální či družstevní výstavbě a od r. 1973 půjčky mladým manželstvím (tzv. novomanželské půjčky; zde ČSTSP vlastně pomáhala realizovat záměry populační politiky vlády, protože s každým dalším narozeným dítětem byla půjčka pro manžele výhodnější).

### Vývoj po roce 1989

#### Zákony z r. 1989
Koncem 80. let (pod vlivem změn vyvolaných tzv. perestrojkou, jež se však v ČSSR prosazovala jen ztuha) byl 15.11.1989 schválen nový zákon o SBČS. Tento zákon delimitoval agendu centrální banky do několika subjektů (SBČS, Investiční banky a dvou nově vzniklých institucí – Komerční banky v Praze a Všeobecné úvěrové banky v Bratislavě). V polovině prosince 1989 (tedy již v době měnících se politických poměrů) na tento zákon navázal zákon č. 158. Podle něj byl všem existujícím peněžním ústavům přiznán od 1.1.1990 statut univerzálních obchodních bank.

#### Změna právní formy a rozdělení akcií v r. 1992

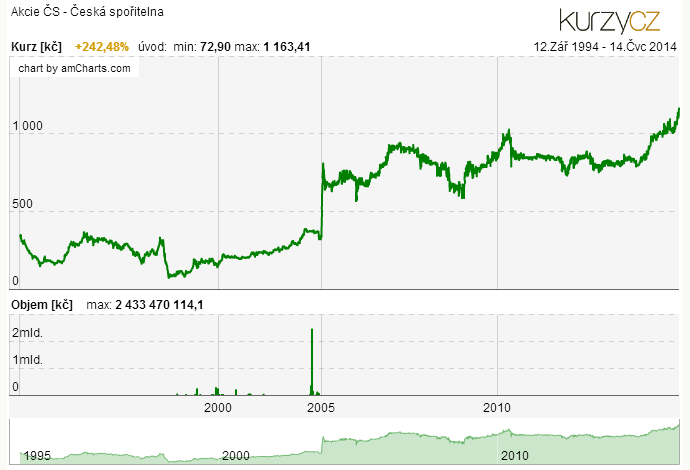
Akcie ČESKÁ SPOŘITELNA, graf ceny na Burze Praha

1. února 1992 změnila Česká státní spořitelna svou právní formu na akciovou společnost s novým názvem – Česká spořitelna, a.s. Stát si však ponechal ve svém držení rozhodující balík akcií, a sice 40 %. Dalších 20 % získaly bezúplatným převodem města a obce České republiky a 3 % tvořila rezervu pro případné restituce. 37 % akcií pak bylo privatizováno v rámci 1. vlny kupónové privatizace.
V srpnu 2000 se rakouská Erste Bank stala nejprve 52 % akcionářem České spořitelny, postupně svůj podíl navýšila na 98 % (v roce 2002). Česká spořitelna se tak stala součástí Erste Bank Group. V roce 2018 rozhodla Valná hromada České spořitelny o přechodu všech akcií ostatních akcionářů na hlavního akcionáře – Erste Group Bank AG.

## Současnost
Finanční skupina České spořitelny je počtem 4,5 milionů klientů největší bankou na českém trhu. Poskytuje služby drobným klientům, malým a středním podnikům, městům a obcím. Financuje také velké korporace a poskytuje služby v oblasti finančních trhů. Vydala 3,3 mil. platebních karet a provozuje nejširší síť v ČR (cca 1800 bankomatů). Přímé bankovnictví České spořitelny využívá téměř 1,7 mil. klientů. Pobočková síť čítá 429 prodejních míst, včetně specializovaných hypotečních, komerčních a developerských center. Prostřednictvím Nadace České spořitelny podporuje charitativní projekty v oblasti kultury, vzdělávání, vědy, veřejných a sociálních záležitostí, zdravotní péče, charity, komunálních aktivit, sportu a ekologie. Česká spořitelna zaměstnává téměř 10 000 lidí ve všech regionech ČR.
V rámci finanční skupiny České spořitelny poskytují finanční služby i její dceřiné společnosti:
- Budějovická Development, s.r.o.
- CEE Property Development Portfolio 2 a.s.
- ČS NHQ, s. r. o.
- ČS Seed Starter, a.s.
- Factoring České spořitelny, a. s.
- Leasing České spořitelny, a.s.
- Erste Grantika Advisory, a. s.
- Česká spořitelna – penzijní společnost, a. s.
- Stavební spořitelna České spořitelny, a. s.
- Dostupné bydlení České spořitelny, a.s.

V letech 2002–2020 poskytovala služby v oblasti nemovitostí Realitní společnost České spořitelny.

### Společenská zodpovědnost
V prosinci 2016 se Česká spořitelna připojila k think-tanku Evropské hodnoty, který se zaměřuje na zmapování prokremelsky orientovaných dezinformačních zpravodajských webů, a stáhla z těchto stránek svoji online inzerci. Stala se tak první velkou českou společností, která přistoupila k tomuto kroku. Česká spořitelna k tomu uvedla, že věří, že slouží lidem také jako kompas, který je bezpečně provádí světem mediálních informací. Kvůli této zodpovědnosti vůči společnosti, která překračuje hranice bankovního světa, je pro banku nepřijatelné financovat zdroje nepodložených a někdy i záměrně lživých informací.